# ジャン・ド・ベタンクール
ジャン・ド・ベタンクール4世 (フランス語発音: [ʒɑ̃ də betɑ̃kuːʁ]) (Jean IV de Béthencourt、1362年-1425年)は、フランスの探検家。1402年より一隊を率いてカナリア諸島探索を行い、まずランサローテ島北部に上陸した。その後、カスティーリャ王国の命によりフエルテベントゥラ島 (1405年)とエル・イエロ島を征服し、当地の支配勢力(MajosやBimbacheと呼ばれる先住民)を駆逐した。ベタンクールは探索の援助をしていたエンリケ3世からカナリア王の称号を与えられたが、本人はその後もあくまでエンリケ3世の臣であるとの認識を持っていた。

## 時代的背景
詳細は「植民地化以前のカナリア諸島」を参照
カナリア諸島の存在は、カディスのカルタゴ人によって知られるようになった。ローマ時代の著述家である大プリニウスは、当地を「至福者の島」と記している。ジェノヴァの探検家ランツェロット・マロチェロは、1312年に諸島を再発見した事で知られている。1339年、マジョルカ人のアンジェリーノ・ドゥルチェルトが初めてカナリア諸島の地図を作成し、島の一つを「ランサローテ」と命名した。

## 前半生
サン・マルティン・レ・ガイヤール男爵ジャン・ド・ベタンクールの生地はノルマンディー地方のグランヴィル＝ラ＝テンチューリエールであり、父はジャン・ド・ベタンクール3世、母はMarie de Bracquemontである。フランス王シャルル5世はナバラ王国との抗争の最中、当地一帯にある親ナバラ勢力の城砦について、その全てを破壊するか、何らかの形で領主の防衛能力を奪うよう命じた。ベタンクールの父は、ベタンクールがまだ幼児であった1364年5月、コシュレルの戦いにベルトラン・デュ・ゲクランの麾下として参戦し戦死した。グランヴィルの城砦は1365年に破壊された。1377年、15歳になったベタンクールはルイ1世・ダンジューに仕官し、その従者となった。1387年から1391年の間頃、彼はルイ・ド・ヴァロワとトゥーレーヌ公(後のオルレアン公)の法務官という名誉称号を授与された。1387年、シャルル6世は彼にグランヴィル城を再建する許可を与えた。
グランヴィルの領主として、ベタンクールは七つの教区とその中に流通するあらゆる物品に対する権限を得た。彼はベルトラン・デュ・ゲクランの後継者であるオリヴィエ・デュ・ゲクランの庇護下に入り、グランヴィルをロングヴィル公領の属領とする形を取った。後年、ヘンリー5世がフランスに侵攻してノルマンディーの支配権を得ると、ヘンリー5世に従属する形に改められた。当時、英仏両国の力関係は非常に不安定であり、ベタンクールは英仏いずれの勢力に対しても海賊的行為を行っていたとみられる。1392年、彼はパリにおいて、Guillaume de FayelとMarguerite de Chatillonの娘であるJeanne de Fayelと結婚した。

## アル・マヒヤの戦い
1390年、ベタンクールはトゥーレーヌ公に従ってマーディア十字軍に参加した。これはジェノヴァの商人勢力が主導したもので、北アフリカのバルバリア海賊を標的とした。十字軍を名乗ったのは、ジェノヴァの元首の提案によっている。他の十字軍と同様、従軍者は参戦したこと自体が名誉となり、債務の支払い猶予や係争事案の免除、教皇の贖宥状といった恩恵を得られた。ルイ2世率いる1,500人の騎士からなるフランス軍は、チュニスのマーディアにおいて戦闘を行った。
フランス勢力は当地の地勢に通じておらず、また威力のある攻城兵器を携行していなかったことなど誤算が重なり、内部分裂を起こした。バルバリア勢力側も、より重装備の敵増援が来た場合は撃退できないだろうという認識をもっていた。膠着状態が続いたことによる疲弊に加え、冬季が近付いたため、フランス軍はジェノヴァ勢力が取り付けた停戦交渉に合意した。
ベタンクールはこの一件の際に、ジェノヴァ人達からカナリア諸島の存在を伝えられ、諸島にて稀少で高価な染料オルセインの材料となる地衣類が入手出来ることを知ったと考えられる。陣中ではオルレアン公麾下時代の同僚であるガディフェール・ド・ラ・サールと再会し、後日ともにカナリア諸島へと向かうことになった。

## カナリア諸島遠征
当時、カナリア諸島にはスペイン系の商人達が多く訪れていた。ベタンクールは遠征費用を賄うため、1401年12月、パリの自宅と幾つかの家財道具を200フラン金貨で売却した。彼の伯父であるフランス駐カスティーリャ公使のロバート・デ・ブラックモンは、ベタンクールの所領を抵当として7,000ポンドを融資した。ルイス・モレリの記述では、エンリケ3世はベタンクールを支援していたブラックモンがカナリア諸島を制圧してくれるものと期待していたという。

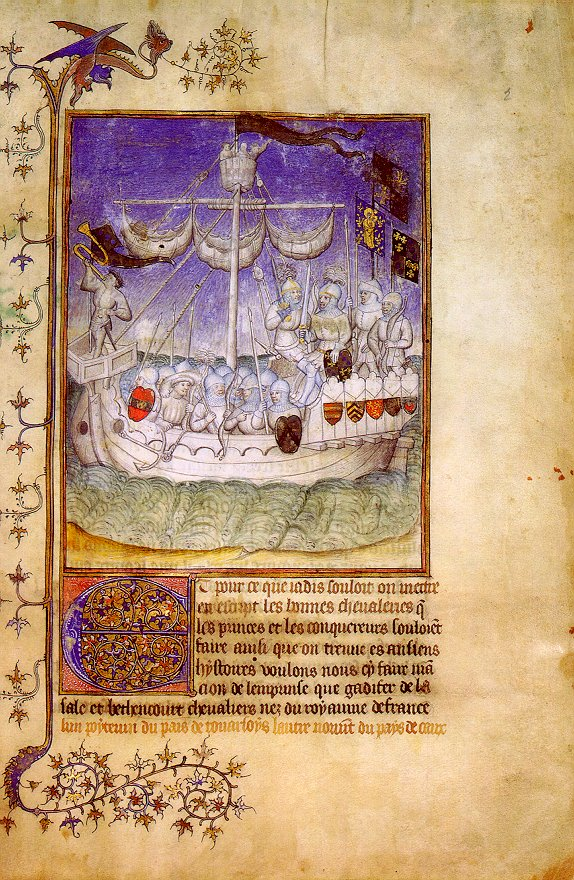
ル・カナリエン所収の、1402年に出航したノルマン勢力探検艦隊の一隻を描いた絵画。

1402年5月1日、ベタンクールはラ・ロシェル港から280名の乗員（ほとんどがガスコーニュ人かノルマンディー人）とともに出航した。探検を記した本『ル・カナリエン』によると、その中にはグアンチェ族のフランチェスコ会派僧2名(Pierre BontierとJean le Verrier)がいたが、彼らは初期のカスティーリャによるカナリア諸島探検で捕らえられ洗礼を受けた者達であった。また、この遠征ではJean Arriete Prud'hommeが管理官として加わっており、重要な助言役を務めた。
フィニステレ岬を通過してカディスに至ったところで、一部の水夫が前途への不安から航海の継続を拒否した。ベタンクールは出航時点で80人いた水夫のうち53人のみを率いて航行を再開し、カナリア諸島の有人島の中で最も北に位置するランサローテ島に到着した。ベタンクールは諸島の探索をガディフェール・ド・ラ・サールに任せ、いったんカディスへ引き返してカスティーリャ王国の支援を求めることにした。しかしその隙に、隊内ではガディフェールともう一人の指揮官Berthin de Bernevalとの主導権争いが生じた。Berthinはベタンクール麾下のノルマンディー人達とガディフェール麾下のガスコーニュ人達とが対立するように仕向けた。この揉め事は先住民の統治者をも巻き込み、ベタンクールが隊を離れて僅かひと月ほどで多くの死傷者が出た。この間、ガディフェールはフエルテベントゥラ島の制圧や、その他の島々の探索を行っていた。1404年にベタンクールが隊へ合流すると、漸く島の情勢は落ち着きを得た。同年、ガディフェールとベタンクールはベタンクリア(19世紀半ばまでのフエルテベントゥラ島首都)の町を建設した。ベタンクリアという都市名はベタンクールにちなんだものである。
数年後、ベタンクールはグラン・カナリア島南部のアルグイネグインにおける戦いで同島の先住民集団(canarios)を打ち破り、カナリア王の称号を得る事になった。
1422年、ベタンクールは没し、生地であるグランヴィル＝ラ＝テンチューリエールの教会に埋葬された。
ベタンクールの子孫達はその後もカナリア諸島内で権勢を振るった。代表的な人物として、ラ・オリーバ市街に現存する建築物カーサ・デ・ロス・コロネレスの建設者Ginés de Cabrera Béthencourtがいる。

## 後世におけるベタンクール家
現代では、ベタンクール姓ないしジャン・ド・ベタンクールが使用していたその他の姓は、カナリア人やカナリア諸島出身の先祖を持つ人々の中によくある名前となっている。ベタンクール自身には子供がなかったが、先住民達が洗礼を受ける際に、彼や彼の後を継いで領主となった甥のマチオ・ド・ベタンクールに倣った姓をつけたものと推測される。アグスティン・デ・ベタンクルはジャン・ド・ベタンクールの子孫にあたる。
フランスにも2系統の傍系親族が残っており、近年ではロレアル社の女性社長と結婚した政治家アンドレ・ベタンクールを輩出した。

## 関連リンク
- インターネットアーカイブ: canarianorbookof00bont_0
- History of the Canaries
- (スペイン語) EFEMÉRIDES DE LA NACIÓN CANARIA: UNA HISTORIA RESUMIDA DE CANARIAS